# اولان‌باتور
اولان‌باتور (به مغولی: Улаанбаатар) پایتخت و بزرگ‌ترین شهر مغولستان است.

## جمعیت
جمعیت این شهر در سال ۲۰۱۸ میلادی، بیش از ۹۸۳٬۷۸۸ نفر بوده‌است. که پرجمعیت‌ترین شهر و نیز بزرگ‌ترین و بهترین شهر مغولستان و کل مغولان است که ۹۸٪ درصد آن مردم مغول ۱٪ درصد چینی و ۱ درصد آن‌ها خارجی غیر چینی هستند.
اولان باتور که توسط یک شهرداری مستقل اداره می شود، توسط استان توو احاطه شده است که مرکز آن زونماد در ۴۳ کیلومتری (۲۷ مایل) جنوب شهر قرار دارد. با جمعیتی کمی بیش از ۱/۶ میلیون نفر تا دسامبر ۲۰۲۲، تقریباً نیمی از کل جمعیت کشور را شامل می شود.

## تاریخچه
اولان‌باتور در سال ۱۶۳۹ میلادی به عنوان صومعه‌ای برای چادرنشینان بودایی بنیاد شد و از سال ۱۷۷۸ در محل کنونی‌اش یعنی پیوندگاه دو رود تول و سلبه به صورت سکونتگاهی دائمی درآمد. پیش از این تاریخ، این سکونتگاه ۲۸ مرتبه تغییر مکان داد و هر بار نقطه‌ای جدید را طی مراسمی دینی برای آن برمی‌گزیدند.

## اقتصاد

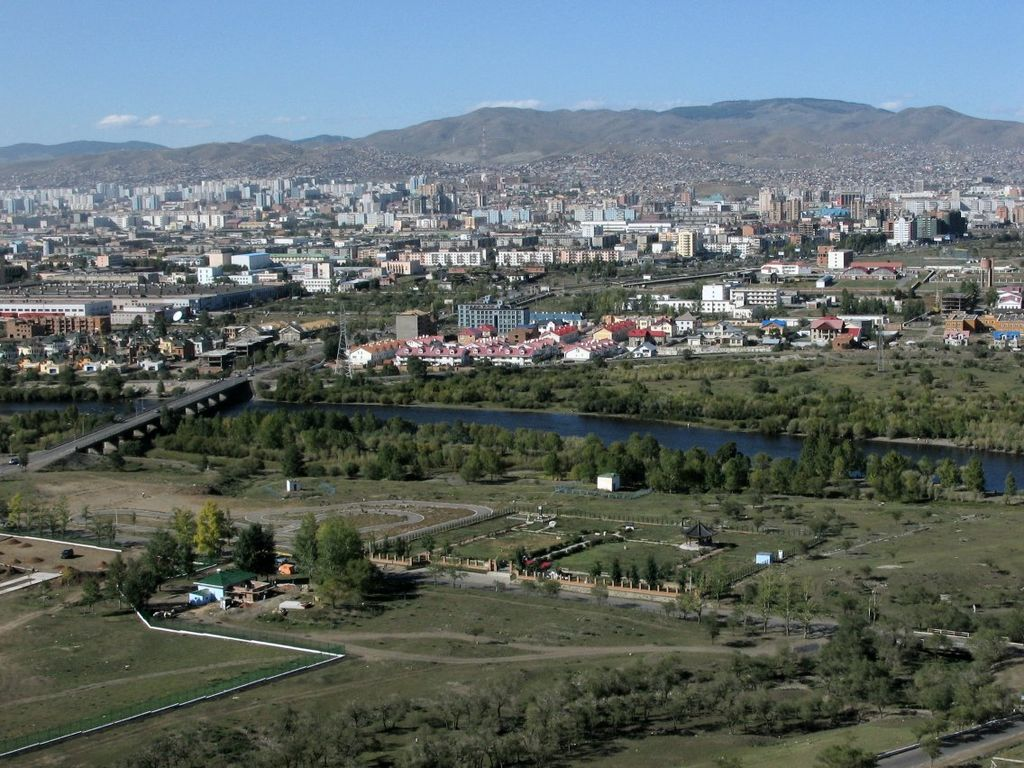
چشم‌اندازی از اولان‌باتور

اولان‌باتور مرکز فرهنگی، صنعتی و اقتصادی مغولستان می‌باشد. این شهر همچنین مرکز شبکهٔ راه‌های مغولستان است و در مسیر راه‌آهن سراسری سیبری و شبکه راه‌آهن چین قرار گرفته‌است. امروزه آلودگی هوا در این شهر بالا است و علت آن سوزاندن هیزم و زغال‌سنگ در منازل طی زمستان‌های سرد اولان‌باتور است. این آلودگی در زمستان‌ها گاه چنان زیاد است که مانع دید کافی هواپیماها برای فرود در فرودگاه این شهر می‌شود.
معنی اسم این شهر در زبان مغولی «قهرمان سرخ» است. کلمه باتور مغولی به‌معنی قهرمان به‌صورت بهادر به فارسی راه یافته‌است.

## جغرافیا
اولان‌باتور در شمال مغولستان و در درهٔ رودخانه تول (از شاخه‌های سلنگا) و در دره‌ای بر دامنهٔ کوه بوگدا اول قرار گرفته‌است و ارتفاع آن از سطح دریا ۱۳۱۰ متر می‌باشد.
شهر اولان‌باتور به ۹ منطقه شهری تقسیم شده‌است که عبارتند از: باگانور، باگاخانگای، بایان‌گول، بایان‌زورخ، چینگل‌تی، خان اول، نالایخ، سونگینو خیرخان، و سوخ‌باتار. هر منطقه شهری به چندین محله تقسیم شده که مجموع تعداد آن‌ها ۱۲۱ محله است.

## تاریخچه
پس از سال ۱۷۷۸ میلادی، این شهر به‌سمت درهٔ رودخانهٔ تول گسترش پیدا کرده‌است. در سدهٔ بیستم، اولان‌باتور به‌بزرگ‌ترین مرکز ساخت‌وساز در سطح مغولستان تبدیل شد.

## پیوند به‌بیرون
1. ↑  Transcribed as Ulaɣanbaɣatur.